# Wicked (pel·lícula)
Wicked és una adaptació cinematogràfica en dues parts del musical homònim de Broadway, basat en la novel·la de Gregory Maguire Wicked: The Life and Times of the Wicked Witch of the West. Les pel·lícules exploren els orígens d'Elphaba, la Bruixa Malvada de l'Oest, i la seva relació amb Glinda, la Bruixa Bona del Sud, i fan de preqüela d’El màgic d'Oz.

## Producció
Les pel·lícules són dirigides per Jon M. Chu i produïdes per Marc Platt. La decisió de dividir la història en dues parts va ser presa per satisfer els fans del musical i explorar més a fons l'univers d'Oz.
El director ha explicat que una de les seves prioritats ha estat mantenir l'essència teatral del musical mentre aprofita els avantatges que ofereix el cinema. Per això, moltes escenes es van assajar extensivament abans de rodar, com si es tractés d'una producció teatral, però després es van filmar utilitzant tècniques cinematogràfiques innovadores.
De la mateixa manera, es va prendre la decisió d'usar efectes pràctics sempre que fos possible, combinats amb efectes visuals d'última generació. Per exemple, per les escenes de vol es van fer servir sistemes de cables sofisticats similars als que s'utilitzen en les produccions teatrals.
La producció també ha posat especial èmfasi en la creació del món d'Oz, construint sets elaborats que barregen elements fantàstics amb detalls realistes. Només la Ciutat Maragda va requerir mesos de disseny i construcció, combinant arquitectura art déco amb elements steampunk per crear un estil visual únic.
El vestuari, dissenyat per Paul Tazewell, va ser una altra part fonamental de la producció. Cada vestit va ser confeccionat a mà amb teixits específicament tractats per aconseguir l'efecte desitjat davant la càmera. El vestit negre de l'Elphaba, per exemple, està compost per més de 20 capes diferents de teixits, cadascuna amb una textura única que cobra vida sota la il·luminació cinematogràfica.
Paral·lelament, la música, element central del musical, ha estat adaptada pel compositor original Stephen Schwartz, qui ha treballat en estreta col·laboració amb l'orquestrador William David Brohn per crear nous arranjaments que aprofitin al màxim el format cinematogràfic. S'han afegit noves capes instrumentals i s'han fet subtils modificacions per adaptar-se a l'escala més íntima que permet la càmera.

## Repartiment
- Cynthia Erivo com a Elphaba (la Bruixa Malvada de l'Oest)
- Ariana Grande com a Glinda (la Bruixa Bona)
- Jonathan Bailey com el Príncep Fiyero
- Michelle Yeoh com a Madame Morrible
- Jeff Goldblum com el Màgic d'Oz

## Estrena
La primera part de Wicked es va estrenar el 22 de novembre de 2024 als cinemes espanyols. La segona part està prevista que sigui estrenada el 25 de novembre de 2025.

## Trama
La història segueix Elphaba i Glinda en el seu camí per convertir-se en la Bruixa Malvada de l'Oest i la Bruixa Bona del Sud, respectivament. La narrativa explora temes com a l'amistat, la rivalitat i les reaccions al govern corrupte del Màgic d'Oz.

## Impacte cultural
Wicked ha generat una gran expectació entre els fans del musical de Broadway i els amants del món d'Oz. La producció ha estat destacada per la seva ambiciosa escala i el seu repartiment estel·lar.